# Elmina M. Roys Gavitt

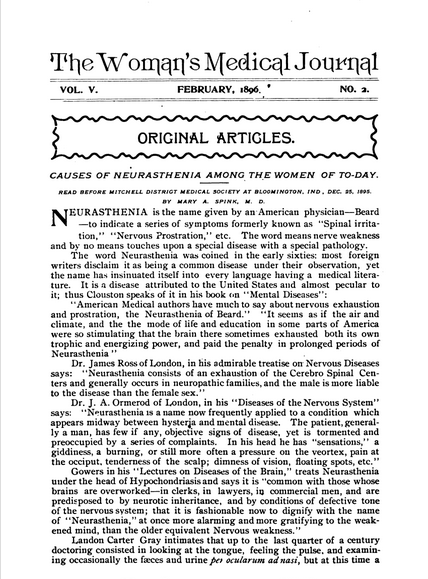
The Woman's Medical Journal (febrero de 1896, vol. V, No. 2)

Elmina M. Roys Gavitt (Fletcher, 8 de septiembre de 1828-25 de agosto de 1898) fue una médica estadounidense y fundadora y primera editora de The Woman's Medical Journal, la primera revista científica mensual publicada para promover los intereses exclusivamente de las médicas.
Llegó a Toledo, Ohio poco después de graduarse de la escuela de medicina y practicó la medicina allí. Se caracterizó por tener una gran visión y altos ideales para la mujer en la medicina. Fue debido a la necesidad de medios de comunicación entre las mujeres ampliamente dispersas que entonces practicaban la medicina que fundó esta publicación, que fue la primera revista médica científica mensual para mujeres médicas. Debido a esa necesidad, se convirtió en su editora.

## Biografía
Elmina M. Roys nació en Fletcher, Vermont, el 8 de septiembre de 1828. Fue la segunda de ocho hijos, de ascendencia puritana. Sus padres eran en gran medida los instructores de su familia, tanto en asuntos religiosos como seculares, porque había escuelas públicas solo la mitad del año, y los privilegios de la iglesia eran pocos y espaciados.
Cuando tenía catorce años, los intereses comerciales provocaron el traslado de la familia a Woonsocket, Rhode Island. Durante los siguientes doce años, sufrió de problemas de salud.
Con la esperanza de beneficiarse a sí misma luchando por lo que parecía entonces casi inalcanzable, y al no ver oportunidades disponibles para las mujeres estadounidenses que prometieran más utilidad que la profesión de la medicina, ingresó en el Woman's Medical College of Philadelphia, en 1862.
En 1865 fue convocada a Clifton Springs, Nueva York, como médica interna en una institución. Dos años más tarde, fue a Rochester, Minnesota, y comenzó una práctica general, que fue un éxito. En 1869 se trasladó a Toledo, Ohio. Durante ese año mostró una de sus características más marcadas, el autosacrificio, al adoptar a los seis hijos de una hermana ciega, el menor con dos días y el mayor con doce años.
El 9 de septiembre de 1876 se casó con el reverendo Elnathan Corrington Gavitt (1808-1896), un anciano de la Iglesia Metodista Episcopal.
Incluso después del matrimonio, continuó con su profesión, en la que estuvo entre las primeras en el estado de Ohio. En enero de 1893, en Toledo, fundó The Woman's Medical Journal y se desempeñó como su primera editora en jefe. Se dedicó a los intereses y el avance de las médicas de los Estados Unidos. Después del establecimiento en 1915 de la Asociación Estadounidense de Mujeres Médicas y durante sus primeros siete años, la revista sirvió como órgano oficial de la asociación. Se distribuyó a las médicas como medio de comunicación y para promover su progreso profesional. Otras médicas se convirtieron en escritoras médicas, pero Gavitt no se dio cuenta de que al hacerlo, estaba estableciendo el único registro histórico de su época que documentaba las actividades de las mujeres médicas.
Pasó el invierno de 1897 en el sur de California. Murió el 25 de agosto de 1898.